# Normandia
Normandia là một đô thị thuộc bang Roraima, Brasil. Đô thị này có diện tích 6967 km², dân số năm 2007 là 7118 người, mật độ 0,74 người/km².